# Brachodes funebris
Brachodes funebris is een vlindersoort uit de familie Brachodidae. De wetenschappelijke naam is voor het eerst geldig gepubliceerd in 1833 door Joachim Francois Philiberto de Feisthamel.
De soort komt voor in Europa.

## Andere combinaties
- Atychia funebris Feisthamel, 1833